# قائمة مستشاري رئيس الجمهورية (مصر)

## القائمة
| الرقم | الاسم                           | المنصب | في عهد | الفترة                         | ملاحظات |
| ----- | ------------------------------- | --- | --- | ------------------------------ | ------- |
|       |                                 | | محمد نجيب 18 يونيو 1953 - 25 فبراير 1954                                                                  |                                |         |
|       |                                 | | جمال عبد الناصر (فترة انتقالية) بصفته رئيس مجلس قيادة الثورة (25 فبراير 1954 - 27 فبراير 1956)            |                                |         |
|       |                                 | | محمد نجيب 27 فبراير 1954 - 14 نوفمبر 1954                                                                 |                                |         |
|       |                                 | | جمال عبد الناصر (فترة انتقالية) بصفته رئيس مجلس قيادة الثورة (14 نوفمبر 1954 - 25 يونيو 1956)             |                                |         |
|       | حسين ذو الفقار صبري             | مستشار رئيس الجمهورية                                                                                                | جمال عبد الناصر 25 يونيو 1956 - 9 يونيو 1967                                                              |                                |         |
|       | محمد إبراهيم فهمي السيد         | مستشار رئيس الجمهورية للشئون القانونية والفنية                                                                       | جمال عبد الناصر 25 يونيو 1956 - 9 يونيو 1967                                                              |                                |         |
|       | محمد عبد القادر حاتم            | مستشار رئيس الجمهورية                                                                                                | جمال عبد الناصر 25 يونيو 1956 - 9 يونيو 1967                                                              |                                |         |
|       | محمد إبراهيم فهمي السيد         | مستشار رئيس الجمهورية للشئون القانونية والفنية                                                                       | جمال عبد الناصر 25 يونيو 1956 - 9 يونيو 1967                                                              |                                |         |
|       | حلمي محمد السعيد                | مستشار رئيس الجمهورية                                                                                                | جمال عبد الناصر 25 يونيو 1956 - 9 يونيو 1967                                                              |                                |         |
|       | محمود رياض                      | مستشار رئيس الجمهورية للشئون السياسية الخارجية                                                                       | جمال عبد الناصر 25 يونيو 1956 - 9 يونيو 1967                                                              |                                |         |
|       |                                 | | زكريا محيي الدين (فترة انتقالية) بتكليف من الرئيس جمال عبد الناصر (9 يونيو 1967 - 11 يونيو 1967)          |                                |         |
|       | مدكور أبو العز                  | مستشار رئيس الجمهورية                                                                                                | جمال عبد الناصر 11 يونيو 1967 - 28 سبتمبر 1970                                                            |                                |         |
|       |                                 | | محمد أنور السادات (فترة انتقالية) بصفته نائب رئيس الجمهورية (28 سبتمبر 1970 - 17 أكتوبر 1970)             |                                |         |
|       | محمد صدقي سليمان                | مستشار رئيس الجمهورية                                                                                                | محمد أنور السادات 17 أكتوبر 1970 - 6 أكتوبر 1981                                                          |                                |         |
|       | محمد حسن التهامي                | مستشار رئيس الجمهورية                                                                                                | محمد أنور السادات 17 أكتوبر 1970 - 6 أكتوبر 1981                                                          |                                |         |
|       | محمد حافظ إسماعيل               | مستشار رئيس الجمهورية لشئون الأمن القومي                                                                             | محمد أنور السادات 17 أكتوبر 1970 - 6 أكتوبر 1981                                                          |                                |         |
|       | محمد عبد السلام الزيات          | مستشار رئيس الجمهورية للشئون السياسية                                                                                | محمد أنور السادات 17 أكتوبر 1970 - 6 أكتوبر 1981                                                          |                                |         |
|       | محمد حسن التهامي                | مستشار رئيس الجمهورية                                                                                                | محمد أنور السادات 17 أكتوبر 1970 - 6 أكتوبر 1981                                                          |                                |         |
|       | حسن صبري الخولي                 | مستشار رئيس الجمهورية                                                                                                | محمد أنور السادات 17 أكتوبر 1970 - 6 أكتوبر 1981                                                          |                                |         |
|       | محمد فتح الله الخطيب            | مستشار رئيس الجمهورية للشئون الداخلية                                                                                | محمد أنور السادات 17 أكتوبر 1970 - 6 أكتوبر 1981                                                          |                                |         |
|       | محمد الليثي ناصف                | مستشاراً عسكرياُ لرئيس الجمهورية                                                                                       | محمد أنور السادات 17 أكتوبر 1970 - 6 أكتوبر 1981                                                          |                                |         |
|       | سيد مرعي                        | مستشار رئيس الجمهورية للشئون السياسية                                                                                | محمد أنور السادات 17 أكتوبر 1970 - 6 أكتوبر 1981                                                          |                                |         |
|       | فؤاد ذكري                       | مستشاراً عسكرياُ لرئيس الجمهورية                                                                                       | محمد أنور السادات 17 أكتوبر 1970 - 6 أكتوبر 1981                                                          |                                |         |
|       | فاروق الباز                     | مستشاراً علمياً لرئيس الجمهورية                                                                                        | محمد أنور السادات 17 أكتوبر 1970 - 6 أكتوبر 1981                                                          |                                |         |
|       | محمد غنيم                       | مستشار رئيس الجمهورية                                                                                                | محمد أنور السادات 17 أكتوبر 1970 - 6 أكتوبر 1981                                                          |                                |         |
|       | حافظ علي بدوي                   | مستشار رئيس الجمهورية                                                                                                | محمد أنور السادات 17 أكتوبر 1970 - 6 أكتوبر 1981                                                          |                                |         |
|       | محمد حسن التهامي                | مستشار رئيس الجمهورية                                                                                                | محمد أنور السادات 17 أكتوبر 1970 - 6 أكتوبر 1981                                                          |                                |         |
|       | محمد حافظ غانم                  | مستشار رئيس الجمهورية للشئون السياسية                                                                                | محمد أنور السادات 17 أكتوبر 1970 - 6 أكتوبر 1981                                                          |                                |         |
|       | محمود عبد اللطيف الجيار         | مستشار رئيس الجمهورية                                                                                                | محمد أنور السادات 17 أكتوبر 1970 - 6 أكتوبر 1981                                                          |                                |         |
|       | محمد حسن الزيات                 | مستشار رئيس الجمهورية                                                                                                | محمد أنور السادات 17 أكتوبر 1970 - 6 أكتوبر 1981                                                          |                                |         |
|       | أشرف عبد اللطيف غبرال           | مستشارا صحفيا لرئيس الجمهورية                                                                                        | محمد أنور السادات 17 أكتوبر 1970 - 6 أكتوبر 1981                                                          |                                |         |
|       | محمد رشاد رشدي                  | مستشار رئيس الجمهورية لشئون السينما والمسرح والموسيقى والكتاب                                                        | محمد أنور السادات 17 أكتوبر 1970 - 6 أكتوبر 1981                                                          |                                |         |
|       | محمد عبد الغني الجمسي           | مستشاراً عسكرياُ لرئيس الجمهورية                                                                                       | محمد أنور السادات 17 أكتوبر 1970 - 6 أكتوبر 1981                                                          |                                |         |
|       | محمد علي فهمي                   | مستشاراً عسكرياُ لرئيس الجمهورية                                                                                       | محمد أنور السادات 17 أكتوبر 1970 - 6 أكتوبر 1981                                                          |                                |         |
|       |                                 | | صوفي أبو طالب (فترة انتقالية) بصفته رئيس مجلس الشعب (6 أكتوبر 1981 - 14 أكتوبر 1981)                      |                                |         |
|       | السيد حمدي حسن حمدي             | مستشاراً عسكرياً لرئيس الجمهورية                                                                                       | محمد حسني مبارك 14 أكتوبر 1981 - 11 فبراير 2011                                                           |                                |         |
|       |                                 | | محمد حسين طنطاوي (فترة انتقالية) بصفته رئيس المجلس الأعلى للقوات المسلحة (11 فبراير 2011 - 24 يونيو 2012) |                                |         |
|       | محمد حسين طنطاوي                | مستشار رئيس الجمهورية                                                                                                | محمد مرسي 24 يونيو 2012 - 3 يوليو 2013                                                                    |                                |         |
|       | سامي عنان                       | مستشار رئيس الجمهورية                                                                                                | محمد مرسي 24 يونيو 2012 - 3 يوليو 2013                                                                    |                                |         |
|       | كمال الجنزوري                   | مستشار رئيس الجمهورية                                                                                                | محمد مرسي 24 يونيو 2012 - 3 يوليو 2013                                                                    |                                |         |
|       | كمال الجنزوري                   | مستشار رئيس الجمهورية                                                                                                | عدلي منصور (فترة انتقالية) بصفته رئيس المحكمة الدستورية (3 يوليو 2013 - 3 يونيو 2014)                     |                                |         |
|       | علي عوض صالح                    | مستشار رئيس الجمهورية للشؤون الدستورية                                                                               | عدلي منصور (فترة انتقالية) بصفته رئيس المحكمة الدستورية (3 يوليو 2013 - 3 يونيو 2014)                     |                                |         |
|       | عصام حجي                        | مستشار رئيس الجمهورية للشؤون العلمية                                                                                 | عدلي منصور (فترة انتقالية) بصفته رئيس المحكمة الدستورية (3 يوليو 2013 - 3 يونيو 2014)                     |                                |         |
|       | سكينة فؤاد                      | مستشار رئيس الجمهورية لشؤون المرأة                                                                                   | عدلي منصور (فترة انتقالية) بصفته رئيس المحكمة الدستورية (3 يوليو 2013 - 3 يونيو 2014)                     |                                |         |
|       | أحمد المسلماني                  | المستشار الإعلامي لرئيس الجمهورية                                                                                    | عدلي منصور (فترة انتقالية) بصفته رئيس المحكمة الدستورية (3 يوليو 2013 - 3 يونيو 2014)                     |                                |         |
|       | محمد رأفت شحاتة                 | مستشار رئيس الجمهورية للشئون الأمنية                                                                                 | عدلي منصور (فترة انتقالية) بصفته رئيس المحكمة الدستورية (3 يوليو 2013 - 3 يونيو 2014)                     |                                |         |
|       | مصطفى حجازي                     | مستشار رئيس الجمهورية للشئون الاستراتيجية                                                                            | عدلي منصور (فترة انتقالية) بصفته رئيس المحكمة الدستورية (3 يوليو 2013 - 3 يونيو 2014)                     |                                |         |
|       | أمير سيد حسن                    | مستشار رئيس الجمهورية للتخطيط العمراني                                                                               | عبد الفتاح السيسي 3 يونيو 2014 - حتى الآن                                                                 |                                |         |
|       | محسن أمين السلاوي               | مستشار رئيس الجمهورية للمتابعة                                                                                       | عبد الفتاح السيسي 3 يونيو 2014 - حتى الآن                                                                 |                                |         |
|       | محمد عوض تاج الدين              | مستشار رئيس الجمهورية لشئون الصحة والوقاية                                                                           | عبد الفتاح السيسي 3 يونيو 2014 - حتى الآن                                                                 |                                |         |
|       | محمد أمين إبراهيم عبد النبى نصر | مستشار رئيس الجمهورية للشئون المالية (سابقاً)                                                                         | عبد الفتاح السيسي 3 يونيو 2014 - حتى الآن                                                                 | 27 يونيو 2019 - 21 أكتوبر 2023 |         |
|       | مجدي عبد الغفار                 | مستشار رئيس الجمهورية لشئون الأمن ومكافحة الإرهاب                                                                    | عبد الفتاح السيسي 3 يونيو 2014 - حتى الآن                                                                 |                                |         |
|       | مهاب مميش                       | مستشار رئيس الجمهورية لمشروعات محور قناة السويس والموانئ البحرية                                                     | عبد الفتاح السيسي 3 يونيو 2014 - حتى الآن                                                                 |                                |         |
|       | فايزة أبو النجا                 | مستشار رئيس الجمهورية لشئون الأمن القومي                                                                             | عبد الفتاح السيسي 3 يونيو 2014 - حتى الآن                                                                 |                                |         |
|       | محمود حجازي                     | مستشار رئيس الجمهورية للتخطيط الاستراتيجي وإدارة الأزمات                                                             | عبد الفتاح السيسي 3 يونيو 2014 - حتى الآن                                                                 |                                |         |
|       | عبد المنعم التراس               | مستشار رئيس الجمهورية للشئون العسكرية (سابقاً)                                                                        | عبد الفتاح السيسي 3 يونيو 2014 - حتى الآن                                                                 |                                |         |
|       | أحمد جمال الدين                 | مستشار رئيس الجمهورية للشؤون الأمنية ومكافحة الارهاب (سابقاً) مستشار رئيس الجمهورية للمناطق النائية والحدودية (حالياً) | عبد الفتاح السيسي 3 يونيو 2014 - حتى الآن                                                                 |                                |         |
|       | محمد عمر هيبة                   | مستشار رئيس الجمهورية لشؤون مكافحة الفساد                                                                            | عبد الفتاح السيسي 3 يونيو 2014 - حتى الآن                                                                 |                                |         |
|       | محمد عرفان                      | مستشار رئيس الجمهورية لشئون الحوكمة والبنية المعلوماتية                                                              | عبد الفتاح السيسي 3 يونيو 2014 - حتى الآن                                                                 |                                |         |
|       | حسن عبد الشافي                  | مستشار رئيس الجمهورية                                                                                                | عبد الفتاح السيسي 3 يونيو 2014 - حتى الآن                                                                 |                                |         |
|       | مصطفى صبور                      | مستشار رئيس الجمهورية                                                                                                | عبد الفتاح السيسي 3 يونيو 2014 - حتى الآن                                                                 |                                |         |
|       | عبدالعزيز سيف الدين             | مستشار رئيس الجمهورية للتطور التكنولوجي                                                                              | عبد الفتاح السيسي 3 يونيو 2014 - حتى الآن                                                                 |                                |         |
|       | علي فهمي                        | مستشار رئيس الجمهورية للشئون العسكرية (سابقاً)                                                                        | عبد الفتاح السيسي 3 يونيو 2014 - حتى الآن                                                                 |                                |         |
|       | محمد حجازي عبد الموجود          | مستشار رئيس الجمهورية                                                                                                | عبد الفتاح السيسي 3 يونيو 2014 - حتى الآن                                                                 |                                |         |
|       | محمد فريد حجازي                 | مستشار رئيس الجمهورية لمبادرة حياة كريمة                                                                             | عبد الفتاح السيسي 3 يونيو 2014 - حتى الآن                                                                 |                                |         |
|       | محسن عبد النبي                  | مستشار رئيس الجمهورية للإعلام                                                                                        | عبد الفتاح السيسي 3 يونيو 2014 - حتى الآن                                                                 |                                |         |
|       | هالة السعيد                     | مستشار رئيس الجمهورية للشئون الاقتصادية                                                                              | عبد الفتاح السيسي 3 يونيو 2014 - حتى الآن                                                                 |                                |         |
|       | أسامة عسكر                      | مستشار رئيس الجمهورية للشئون العسكرية                                                                                | عبد الفتاح السيسي 3 يونيو 2014 - حتى الآن                                                                 |                                |         |
|       | عباس كامل                       | مستشار رئيس الجمهورية منسقاً عاماً للأجهزة الأمنية                                                                     | عبد الفتاح السيسي 3 يونيو 2014 - حتى الآن                                                                 |                                |         |
|       | خالد فوده                       | مستشار رئيس الجمهورية للتنمية المحلية                                                                                | عبد الفتاح السيسي 3 يونيو 2014 - حتى الآن                                                                 |                                |         |
|       | أحمد سعد علي الشاذلي            | مستشار رئيس الجمهورية للشؤون المالية                                                                                 | عبد الفتاح السيسي 3 يونيو 2014 - حتى الآن                                                                 |                                |         |